# Mitterfeldalm

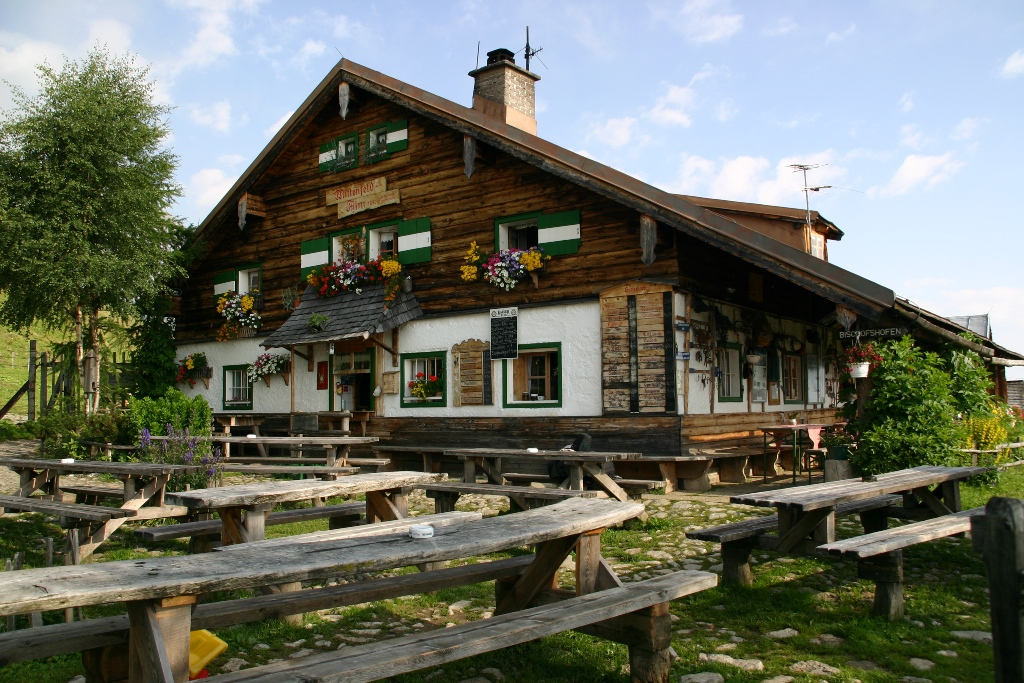
Mitterfeldalm

Mitterfeldalm is een berghut nabij de Hochkönig, een bergtop in de Oostenrijkse Alpen.  De hut ligt op 1690 meter boven de zeespiegel, op het grondgebied van het alpendorp Mühlbach am Hochkönig in de Oostenrijkse deelstaat Salzburg.
Op Mitterfeldalm kan de wandelaar eten, drinken en slapen. De hut is een geschikte uitvalsbasis om de top van de Hochkönig (2941m), waarop de berghut Matrashaus gebouwd is, te bereiken. Die tocht kost een geoefende bergwandelaar enkele uren.